# Irakli Kobajidze
Irakli Kobajidze (en georgiano: ირაკლი კობახიძე; Tiflis, 25 de septiembre de 1978) es un político georgiano, que se desempeña como primer ministro de su país desde el 8 de febrero de 2024. Previamente se desempeñó como presidente del Parlamento de Georgia de 2016 a 2019 y miembro del Parlamento georgiano desde 2016. Fue presidente del partido Sueño Georgiano de 2021 a 2024 y profesor de la Universidad Estatal de Tiflis.  De 2020 a 2022, Kobajidze se desempeñó como vicepresidente de la Asamblea Parlamentaria del Consejo de Europa.
Las declaraciones de Kobajidze a menudo se describen como «antieuropeas» y «antiamericanas» al decir que Occidente está empujando a Georgia a la guerra y «abriendo un segundo frente» y otros mensajes similares.

## Primeros años
Irakli Kobajidze nació el 25 de septiembre de 1978 en Tiflis.Su padre, Giorgi (Gia) Kobajidize, fue miembro del Parlamento en la tercera y cuarta legislatura, llegando a ser su vicepresidente, por el Partido Nacional Democrático, y también fue miembro del Movimiento Democrático – Georgia Unida hasta 2015.Irakli se graduó en la Facultad de Derecho de la Universidad Estatal de Tiflis en 2000. Posteriormente, de 2002 a 2006, amplió su formación jurídica en la Universidad de Düsseldorf, Alemania, donde obtuvo una maestría en derecho y un doctorado en 2006.
Entre 2000 y 2001 fue coordinador regional del proyecto de educación pública de la Agencia de los Estados Unidos para el Desarrollo Internacional y entre 2006 y 2014, experto y gerente de proyectos del Programa de las Naciones Unidas para el Desarrollo (PNUD). Entre 2005 y 2012, Kobajidze fue profesor asistente en la Universidad Estatal de Tiflis y profesor asociado de la Universidad del Cáucaso entre 2011 y 2014. También fue miembro del comité de expertos del programa de derechos humanos y estado de derecho de la "Open Society -Georgia Foundation" y miembro de la delegación georgiana ante el Consejo de Europa entre 2011 y 2012. Desde 2014 es profesor asociado en la Universidad Estatal de Tiflis.

## Carrera política
En 2015, Kobajidze fue nombrado Secretario Ejecutivo del partido gobernante de Georgia, Sueño Georgiano, junto con el Secretario General Kakha Kaladze.Como director adjunto de campaña para las elecciones parlamentarias de 2016 y director de campaña para las elecciones locales de 2017, jugó un papel importante en las aplastantes victorias del partido.  En 2016, Kobajidze fue elegido para el Parlamento georgiano por lista de partido.

### Presidente del parlamento (2016-2019)
El 18 de noviembre de 2016, Kobajidze fue nombrado presidente del Parlamento de Georgia con 118 votos a favor y 3 en contra. Bajo su mandato se establecieron las Asambleas Interparlamentarias entre Georgia, Ucrania, Moldavia y Polonia. Además, se firmaron acuerdos de cooperación estratégica con varios parlamentos de los países socios, como Polonia, Letonia, Uzbekistán y Serbia. Por iniciativa suya, la sala de sesiones plenarias del Parlamento recibió el nombre del primer presidente democráticamente elegido de Georgia, Zviad Gamsajurdia.
Aprovechando la supermayoría que poseía el Sueño Georgiano, el parlamento bajo el liderazgo de Kobajidze realizó varias enmiendas a la constitución. Los cambios incluyen convertir al país en una república parlamentaria, transferir el sistema electoral a uno totalmente proporcional para 2024, abolir las elecciones presidenciales directas y extender el mandato presidencial de 5 a 6 años.
Kobajidze tomó la decisión de renunciar a la presidencia del parlamento a raíz de las protestas de 2019.Fue sucedido por Archil Talakvadze. Pese a esto, Kobajidze continuó sirviendo como miembro del parlamento.

### Presidente de Sueño Georgiano (2021-2024)
Kobajidze fue reelegido en las elecciones parlamentarias de 2020. El 11 de enero de 2021 fue elegido nuevo presidente del Sueño Georgiano. 
La presidencia de Kobajidze coincidió con la invasión rusa de Ucrania en 2022 y jugó un papel importante en la respuesta del partido al conflicto. Expresó su apoyo a Ucrania y condenó las acciones de Rusia, sin embargo, la relación pronto se agrió entre los dos países. Entre febrero y julio de 2022, Kobajidze hizo 9 comentarios críticos sobre Rusia, pero un total de 26 comentarios hostiles sobre Ucrania y otros 57 sobre Occidente. La principal hostilidad surgió del hecho de que el Secretario del Consejo de Seguridad Nacional de Ucrania, Oleksiy Danilov, declaró que Georgia "ayudaría mucho" a Ucrania "abriendo un segundo frente" contra Rusia.Kobajidze criticó a los funcionarios ucranianos por perseguir sus propios intereses a expensas de Georgia, diciendo que "abrir un segundo frente" aliviaría la situación de Ucrania, pero traería sufrimiento y destrucción a Georgia ya que el ejército de Rusia es considerablemente más fuerte y mejor equipado en comparación con el de Georgia. Kobajidze afirmó que Georgia tenía los medios militares para "empeorar la situación para Rusia", pero hacerlo "tendría como consecuencia la destrucción de Georgia". Kobajidze explicó más tarde que hubo un esfuerzo coordinado por parte del "partido de la guerra global" para arrastrar a Georgia a la guerra.
En junio de 2022, el Parlamento Europeo aprobó varias resoluciones contra el gobierno georgiano y se negó a conceder a Georgia el estatus de candidato. Kobajidze criticó estas acciones y dijo que estaban influenciadas por el "Partido de la Guerra Global".Añadió que Georgia no se desviará de su camino hacia la adhesión a la UE y que continuará el proceso de integración, al tiempo que pidió a los Estados Unidos y a la UE que "se distancien de los llamamientos a que Georgia se involucre en la guerra".Después de mucho retraso, en diciembre de 2023 finalmente se le concedió a Georgia el estatus de candidato a la UE. Kobajidze atribuyó el logro a la fundadora del Sueño Georgiano, Bidzina Ivanishvili, quien, en sus palabras, “sentó las bases” para reemplazar el “autoritarismo al estilo soviético” por un “gobierno democrático y justo al estilo europeo”.

## Primer ministro de Georgia (2024-presente)
A principios de febrero de 2024, Kobajidze e Irakli Garibashvili intercambiaron cargos: Garibashvili se convirtió en presidente de Sueño Georgiano y Kobakhidze fue confirmado como primer ministro el 8 de febrero.Subrayó que las prioridades del gobierno incluyen poner fin a la ocupación rusa de Osetia del Sur y Abjasia y la eliminación de la pobreza. Mantuvo el mismo gabinete que su predecesor, pero nombró un nuevo ministro de Defensa.
Aunque el primer viaje oficial de Kobajidze como primer ministro tuvo lugar en Bruselas los días 20 y 21 de febrero, su mandato ha visto deteriorarse significativamente las relaciones con Occidente. La legislación aprobada por su gobierno, en particular el proyecto de ley sobre «agentes extranjeros» (aprobada en junio de 2024) que pretende frenar la influencia occidental en el país, ha sido ampliamente condenada por ser incompatible con las aspiraciones euroatlánticas del país. Algunos analistas afirmaron que el proyecto de ley sobre «agentes extranjeros» podría no estar necesariamente dirigido contra la integración europea, sino más bien a negociar con la Unión Europea.
El partido Sueño Georgiano ganó las elecciones parlamentarias del 26 de octubre de 2024. El Parlamento Europeo adoptó una resolución no vinculante en la que rechazaba los resultados de las elecciones parlamentarias debido a «irregularidades significativas».
El 28 de noviembre de 2024, suspendió el proceso de adhesión de Georgia a la Unión Europea hasta finales de 2028, acusando a los políticos europeos y al Parlamento Europeo de practicar «chantaje». Georgia también rechazaría cualquier subvención presupuestaria de la UE hasta finales de 2028. Según Kobajidze, Georgia seguirá aplicando las reformas necesarias para su adhesión a la UE y todavía tiene previsto hacerlo en 2030. Afirmó que «en 2028, Georgia estará más preparada que cualquier otro país candidato para iniciar conversaciones de adhesión con Bruselas y convertirse en un estado miembro en 2030». La decisión de Kobajidze provocó indignación entre los sectores europeístas, quienes desde entonces, no han parado de manifestarse en contra de la decisión del gobierno de suspender las negociaciones con la UE.
El 4 de diciembre de 2024, fue sancionado por los gobiernos de Lituania y Estonia por la «represión violenta» ejercida contra los manifestantes en las protestas contra su gobierno.

## Posiciones políticas
Kobajidze ha afirmado que Occidente está tratando de empujar a Georgia a la guerra ruso-ucraniana y abrir un "segundo frente" de guerra en territorio georgiano; su retórica ha sido descrita como "antieuropea" y " antiestadounidense". En febrero de 2024, cuando el Servicio de Seguridad del Estado de Georgia anunció el descubrimiento de explosivos ucranianos en territorio georgiano, Kobajidze repitió sus afirmaciones de que Georgia estaba siendo arrastrada a la guerra: "Esto confirma una vez más lo que, en principio, los altos funcionarios del gobierno ucraniano dijeron abiertamente que querían y probablemente todavía quieren: un segundo frente en nuestro país". 
En mayo de 2024, Kobajidze destacó la importancia de salvaguardar la independencia de Georgia a la luz de las lecciones aprendidas de la experiencia de Ucrania. Destacó los efectos adversos del Euromaidán en Ucrania, señalando la influencia externa sobre el liderazgo del país y la consiguiente falta de responsabilidad por los disturbios que siguieron. Al llamar la atención sobre el declive económico, la pérdida territorial y las pérdidas humanas de Ucrania, Kobajidze subrayó la necesidad de que Georgia priorice su independencia y proteja sus intereses.